# 國立花蓮教育大學
國立花蓮教育大學，簡稱花教大，是一所1947年到2008年曾經存在的師範學校，座落於花蓮縣花蓮市美崙地區，為臺灣第八大古老師範學校，也是臺灣戰後第一座師範學校。
花教大成立於1947年，前身為臺灣省立花蓮師範學校、臺灣省立花蓮師範專科學校、臺灣省立花蓮師範學院、國立花蓮師範學院，因此常被簡稱為花師、花蓮師院、花蓮師專。
因應臺灣少子化與未來高教趨勢，中華民國教育部注資25億推動「國立東華大學」與「國立花蓮教育大學」兩校合併，以擴大高教規模、提升學術量能。
2008年，雙邊校務會議通過合校計畫，花教大原址成為國立東華大學美崙校區，並雙邊整合成立「花師教育學院」、「藝術學院」、「環境學院」，花教大成為新大學旗下教育學領域之重要能量。

## 校史

### 省立花蓮師範學校（1947–1964）
1947年10月27日，二次世界大戰後國民政府接管臺灣，因應國家重建與社會發展對師範人才需求，國民政府於花崗山（今花崗國中校址）創立「臺灣省立花蓮師範學校」，為臺灣史上第八大古老的師範學校，也是臺灣戰後第一座師範學校，創立早於省立臺東師範學校、省立嘉義師範學校、省立高雄女子師範學校及省立教育學院，其接收了臺灣省立花蓮高級中學及臺灣省立花蓮女子高級中學的附設簡易師範班，並開辦二年和四年制簡易師範班。1949年，花師成立「臺灣省立花蓮師範學校附設實驗小學」，作為師範學生訓練與教育實踐之場域。
花蓮師校創辦初期相當艱辛。1951年，花蓮大地震造成校舍嚴重毀損，時任校長汪知亭領全校師生至美崙山山頂避難。1958年，溫妮颱風侵襲之下，校舍幾近全毀，不易重建，時任校長李昇推動遷校計畫，擇定七星潭旁的美崙校地為新校址，同年花師開辦一年制特別師範科。1959年，由花崗山舊址正式遷校至美崙，重建花蓮師校。同年受行政院退輔會委託開辦「退役官兵轉國校師資訓練班」，為全臺灣師校唯一班別，並獲政府新建校舍補助、校區納入花蓮市新都市計畫。

### 省立花蓮師範專科學校（1964–1987）
1964年，花蓮師校改制為「臺灣省立花蓮師範專科學校」，成為五年制的師範專科學校，以因應《師範學校法》及《師範學校規程》將臺灣師範學校學制改為高中學歷，並定位為培育初等教育師資之師範機構。隔年，成立夜間部。1984年，開辦二年制幼稚教育師資科。

### 省立花蓮師範學院（1987–1991）
1987年7月，隨著《國民教育法》修改，國民義務教育對師範人才之迫切需求，花蓮師專改制為「臺灣省立花蓮師範學院」，由專科學制提升為大學學制，並成立初等教育學系，旗下分為行政、輔導組、特教、音樂、美勞、體育六大組別，並成立語文教育學系、數理教育學系、社會科教育學系，其幼稚教育師資科更名為幼兒教育師資科。隔年，成立進修部。

### 國立花蓮師範學院（1991–2005）
1991年，花蓮師院由省立改隸為「國立花蓮師範學院」。隔年，初等教育學系音樂組，獨立成立音樂教育學系，並增設幼兒教育學系。1993年，初等教育學系美勞組，獨立成立美勞教育學系，並成立初等教育研究所碩士班。隔年，初等教育學系成立教學資源組，並停招幼兒教育師資科。
1995年，初等教育研究所更名為國民教育研究所。隔年，成立多元文化教育研究所碩士班，是全臺灣第一座多元文化教育領域之學術機構。1997年，初等教育學系特教組，獨立成立特殊教育學系，並成立國小科學教育研究所碩士班。
1998年，初等教育學系輔導組，獨立成立教學心理與輔導學系，並成立民間文學研究所碩士班，是全臺灣第一座民間文學領域之學術機構。隔年，成立鄉土文化研究所碩士班，其數理教育學系自然組，獨立成立自然科學教育學系；數理教育學系數學組，獨立成立數學教育學系。
2000年，成立視覺藝術教育研究所碩士班、英語教學學系。隔年，初等教育學系體育組，獨立成立體育學系，並成立民間文學研究所博士班、國民教育研究所博士班、生態與環境教育研究所碩士班、幼兒教育學系碩士班。
2003年，語文教育學系更名中國語文教育學系，並成立多元文化教育研究所博士班、社會發展研究所碩士班、諮商與輔導研究所碩士班、身心障礙與輔助科技研究所碩士班、行政與領導研究所碩士班、學習科技研究所碩士班。隔年，國小科學教育研究所更名為科學教育研究所。

### 國立花蓮教育大學（2005–2008）
2005年，花蓮師院升格為「國立花蓮教育大學」，並成立四大學院 —人文社會學院、教育學院、理學院、藝術學院，旗下成立課程與教學研究所碩士班、地球科學研究所碩士班、臺灣語文學系、中國語文教育學系碩士班、數學教育學系碩士班。
其社會科教育學系史地組與鄉土文化研究所，整合為鄉土文化學系暨研究所。社會科教育學系社科組，獨立成立社會發展學系。同年，由美勞教育學系規劃，正式向花蓮縣政府提出將藝術學院遷至吉安舊菸廠之計畫，並申請成立文化藝術創意產業研究所。
2006年，初等教育學系，更名為教育學系。中國語文教育學系，更名為中國語文學系。美勞教育學系，更名為藝術與設計學系。音樂教育學系，更名為音樂學系。數學教育學系，更名為數學系。英語教學學系，更名為英語學系。自然科學教育學系，更名為應用科學系。教學心理與輔導學系與諮商與輔導研究所，整合為諮商心理學系暨碩士班。
同年，教育學系行政組，獨立成立教育行政與管理學系，並成立科學教育研究所博士班、生物資源與科技研究所碩士班、英語學系碩士班、資訊科學系。
2007年，成立音樂學系碩士班、科技藝術研究所碩士班。其教育行政與管理學系與行政與領導研究所，整合為教育行政與管理學系暨碩士班。

### 國立東華大學（2008–至今）
2008年5月，國立東華大學與國立花蓮教育大學，雙方校務會議正式通過合校計畫。同年，正式合校成立新國立東華大學，花教大主校區改為國立東華大學美崙校區，開始進行兩校學術組織整合，並陸續成立三大學院 —「花師教育學院」、「藝術學院」、「環境學院」。

## 校園建築歷史[13]
- 1947年10月27日，臺灣省立花蓮師範學校創校，校址位於花蓮縣花崗山。
- 1951年，發生花蓮大地震，花岡山校舍毀損嚴重。
- 1958年，遭遇溫妮颱風侵襲，校舍幾近全毀，復建不易。
- 1959年，從花崗山舊址遷校至美崙現址。
- 1960年，慎思齋竣工。
- 1965年3月20日，圖書館落成啟用。
- 1970年，興建志清館、天巧樓、學生餐廳。同年12月1日，志清館竣工。
- 1971年，興建木蘭館、教職員宿舍十三戶。
- 1972年，興建秋瑾樓、五守樓、格致樓，以及位於花蓮市光復街的校長宿舍。
- 1973年，興建音樂教育館。
- 1974年，興建游泳池。
- 1975年，圖書館進行擴建。
- 1976年，圖書館擴建完工。興建家事特別教室。
- 1979年，翻修教職員單身宿舍。
- 1981年，興建體育館。翻修慎思齋。
- 1982年，興建篤行樓。
- 1983年，整建體育場及修築體育館周圍道路。同年1月2日，篤行樓竣工。
- 1984年，興建科學館。
- 1985年，興建視聽教育館。同年9月1日，科學館竣工。
- 1986年，興建勵志樓及敬業樓，做為綜合教學大樓之用；興建集賢樓，做為學生活動中心及餐廳之用。興建新音樂教育館。
- 1987年1月，學生餐廳拆除。同年1月23日，視聽教育館竣工。同年11月12日，勵志樓及敬業樓竣工。同年12月，集賢樓落成啟用。興建語文及社會教育館（新五守樓）、弘道樓。決定拆除圖書館，於原地新建圖書館。
- 1988年，3月，舊五守樓、舊音樂教育館拆除。同年3月15日，新音樂教育館竣工。同年6月，舊圖書館完成拆除，原圖書館藏書暫遷格致樓，並於圖書館原址興建新圖書館。興建蕙心樓（女學生宿舍）。
- 1989年6月，天巧樓拆除。興建美勞教育館。同年7月4日，弘道樓竣工。同年11月27日，新五守樓竣工，並做為為行政單位之用。
- 1990年5月，木蘭館、秋瑾樓拆除。
- 1991年，興建校門及警衛室、圍牆。同年11月29日，美勞教育館竣工。
- 1992年3月12日，新圖書館完工。同年4月8日新圖書館啟用。同年6月30日，蕙心樓竣工。同年8月，美勞教育館落成啟用。
- 1995年7月，舊體育館拆除。興建新體育館、斯中樓（學生宿舍）。
- 1996年，興建雅風樓（學生宿舍）。同年6月13日，斯中樓[14]竣工。
- 1997年5月，體育館及雅風樓竣工。
- 2008年8月1日，國立花蓮教育大學併入國立東華大學，原址改稱國立東華大學美崙校區。

## 學術單位
2008年，花教大在合校前，旗下最終學院系所設置為以下：
| - 教育學系（學士班） - 教育行政與管理學系（學士班、碩士班） - 幼兒教育學系（學士班、碩士班） - 特殊教育學系（學士班） - 體育學系（學士班、碩士班） - 國民教育研究所（碩士班、博士班） - 多元文化教育研究所（碩士班、博士班） - 課程與教學研究所（碩士班） - 身心障礙與輔助科技研究所（碩士班） | - 藝術與設計學系（學士班） - 音樂學系（學士班、碩士班） - 科技藝術研究所（碩士班） - 視覺藝術教育研究所（碩士班） | - 諮商心理學系（學士班、碩士班） - 中國語文學系（學士班、碩士班） - 臺灣語文學系（學士班） - 英語學系（學士班、碩士班） - 鄉土文化學系（學士班、碩士班） - 社會發展學系（學士班、碩士班） - 民間文學研究所（碩士班、博士班） | - 數學系（學士班、碩士班） - 應用科學系（學士班） - 資訊科學系（學士班） - 學習科技研究所（碩士班） - 地球科學研究所（碩士班） - 生物資源與科技研究所（碩士班） - 生態與環境教育研究所（碩士班） - 科學教育研究所（碩士班） |

## 研究中心
- 特殊教育中心（教育學院）
- 台灣文史資源中心（人文社會學院）

## 歷任校長
| 臺灣省立花蓮師範學校時期     | 臺灣省立花蓮師範學校時期 | 臺灣省立花蓮師範學校時期                           | 臺灣省立花蓮師範學校時期 | 臺灣省立花蓮師範學校時期 | 臺灣省立花蓮師範學校時期 |
| 次序                         | 校長姓名                 | 任期                                               |                          |                          |                          |
| ---------------------------- | ------------------------ | -------------------------------------------------- | ------------------------ | ------------------------ | ------------------------ |
| 1                            | 林范劍                   | 1947年10月－1949年7月                              |                          |                          |                          |
| 2                            | 汪知亭                   | 1949年7月－1953年8月                               |                          |                          |                          |
| 3                            | 許俊哲                   | 1953年8月－1956年7月                               |                          |                          |                          |
| 4                            | 李 昇                    | 1956年7月－1964年7月                               |                          |                          |                          |
| 臺灣省立花蓮師範專科學校時期 |                          |                                                    |                          |                          |                          |
| 次序                         | 校長姓名                 | 任期                                               |                          |                          |                          |
| 1                            | 戴行悌                   | 1964年7月－1966年7月                               |                          |                          |                          |
| 2                            | 廖傳准                   | 1966年7月－1969年9月                               |                          |                          |                          |
| 3                            | 何 讓                    | 1969年9月－1980年8月                               |                          |                          |                          |
| 4                            | 鮑家驄                   | 1980年8月－1987年7月                               |                          |                          |                          |
| 國立花蓮師範學院時期         |                          |                                                    |                          |                          |                          |
| 次序                         | 院長姓名                 | 任期                                               |                          |                          |                          |
| 1                            | 鮑家驄                   | 1987年7月－1990年8月                               |                          |                          |                          |
| 2                            | 陳迺臣                   | 1990年8月－1993年11月                              |                          |                          |                          |
| 3                            | 陳伯璋                   | 1993年11月－2000年10月                             |                          |                          |                          |
| 4                            | 劉錫麒                   | 2000年10月－2004年8月                              |                          |                          |                          |
| 4                            | 林煥祥                   | 2004年8月－2005年8月                               |                          |                          |                          |
| 國立花蓮教育大學時期         |                          |                                                    |                          |                          |                          |
| 次序                         | 校長姓名                 | 任期                                               |                          |                          |                          |
| 1                            | 林煥祥                   | 2005年8月－2008年1月                               |                          |                          |                          |
| 2                            | 林清達                   | 2008年2月－2008年7月（代理校長，併入國立東華大學） |                          |                          |                          |